# De liderlige mænd
De liderlige mænd er en dansk dokumentarfilm fra 2015 instrueret af Theis Jensen Hviid.

## Handling
Denne artikel mangler et handlingsreferat. Hjælp os med at skrive det.